# Gujana na Mistrzostwach Świata w Lekkoatletyce 2023
Gujana na Mistrzostwach Świata w Lekkoatletyce 2023 – reprezentacja Gujany podczas mistrzostw świata w Budapeszcie liczyła dwóch zawodników.

## Skład reprezentacji

### Mężczyźni
| Zawodnik          | Konkurencja   | Preeliminacje | Preeliminacje | Eliminacje   | Eliminacje | Półfinał | Półfinał | Finał | Finał   | Źródło            |
| Zawodnik          | Konkurencja   | Wynik         | Pozycja       | Wynik        | Pozycja    | Wynik    | Pozycja  | Wynik | Pozycja | Źródło            |
| ----------------- | ------------- | ------------- | ------------- | ------------ | ---------- | -------- | -------- | ----- | ------- | ----------------- |
| Emanuel Archibald | bieg na 100 m | 10,27         | 2. Q          | 10,20 (,193) | 29. Q      | 10,13    | 16.      | NQ    | NQ      | [ 1 ] [ 2 ] [ 3 ] |

### Kobiety
| Zawodniczka   | Konkurencja   | Eliminacje | Eliminacje | Półfinał | Półfinał | Finał | Finał   | Źródło |
| Zawodniczka   | Konkurencja   | Wynik      | Pozycja    | Wynik    | Pozycja  | Wynik | Pozycja | Źródło |
| ------------- | ------------- | ---------- | ---------- | -------- | -------- | ----- | ------- | ------ |
| Aliyah Abrams | bieg na 400 m | 51,44      | 26.        | NQ       | NQ       | NQ    | NQ      | [ 4 ]  |